# Elli Michler
 (décembre 2018).
Si vous disposez d'ouvrages ou d'articles de référence ou si vous connaissez des sites web de qualité traitant du thème abordé ici, merci de compléter l'article en donnant les références utiles à sa vérifiabilité et en les liant à la section « Notes et références ».
Pour les articles homonymes, voir Michler.
Elli Michler (née le 12 février 1923 à Wurtzbourg, morte le 18 novembre 2014 à Heilbronn) est une poétesse allemande.

## Biographie
Son père est commerçant. Après la dissolution de l'école monastique pendant le Troisième Reich, elle doit faire son Pflichtjahr. Peu de temps après le début de la Seconde Guerre mondiale, elle est employée dans une association industrielle de Wurtzbourg. Après la guerre, elle se porte volontaire pour aider à reconstruire le campus de l'université de Wurtzbourg. Elle rencontre son mari pendant les études et l'épouse après celles-ci. Après la naissance d'une fille, la famille déménage dans la Hesse pour le travail et finalement à Bad Homburg vor der Hohe.
En mars 2010, elle reçoit la croix de chevalier de l'ordre du Mérite de la République fédérale d'Allemagne pour l'ensemble de son œuvre.

## Œuvre
- Dir zugedacht (Wunschgedicht-Sammlung),  (ISBN 978-3-7698-0625-0).
- Ich wünsche dir ein frohes Fest - Gedichte und Geschichten zur Weihnachtszeit  (ISBN 978-3-7698-0786-8).
- Alles wandelt die Zeit  (ISBN 978-3-7698-1352-4).
- Danke für die Zeit zum Leben  (ISBN 978-3-7698-1258-9).
- Dein ist der Tag  (ISBN 978-3-7698-0705-9).
- Die Jahre wie die Wolken gehn  (ISBN 978-3-7698-0572-7).
- Die Liebe wird bleiben  (ISBN 3-7698-1481-9).
- Wie Blätter im Wind  (ISBN 3-7698-0772-3).
- Laß der Seele ihre Träume  (ISBN 3-7698-1001-5).
- Jeder Tag ist Brückenschlag  (ISBN 3-7698-1094-5).
- Für leisere Stunden  (ISBN 3-7698-0764-2).
- Im Vertrauen zu dir  (ISBN 3-7698-0646-8).
- Von der Kostbarkeit der Zeit  (ISBN 3-7698-0818-5).
- Meine Wünsche begleiten dich  (ISBN 3-7698-1133-X).
- Vom Glück des Schenkens  (ISBN 3-7698-0654-9).
- Erinnerst du dich?  (ISBN 3-7698-0739-1).
- Ich wünsche dir Zeit zum Glücklichsein  (ISBN 978-3-89915-362-0).
- Die Farben des Glücks
- Dank  (ISBN 3-7698-1567-X).
- Hoffnung  (ISBN 3-7698-1558-0).
- Liebe  (ISBN 3-7698-1556-4).
- Vertrauen  (ISBN 3-7698-1557-2).
- Wandel  (ISBN 3-7698-1568-8).
- Zeit  (ISBN 3-7698-1566-1).
- Ich wünsche dir Zeit für ein glückliches Leben  (ISBN 978-3-7698-1876-5).
- Ich träum noch einmal vom Beginnen  (ISBN 3-7698-1605-6).
- Ich wünsche dir Zeit  (ISBN 3-7698-1409-6).
- Ich wünsche dir Zeit, zu dir selber zu finden 2016 Taschenbuch:   (ISBN 978-3-8367-1064-0)